# Андерсен, Филип Фьелд
Филип Фьелд Андерсен (норв. Filip Fjeld Andersen; род. 4 июля 1999, Несодден, Акерсхус) — норвежский биатлонист. Двукратный призёр этапов Кубка мира, победитель этапа Кубка мира в эстафете. 
Победитель общего зачёта Кубка IBU в сезоне 2020/2021.

## Карьера

### Сезон 2017/2018
В 2018 году на юниорском чемпионате мира в Отепяя Андерсен завоевал серебряную медаль в индивидуальной гонке и бронзовую в составе эстафетной команды.

### Сезон 2020/2021
В январе 2021 года Филип дебютировал на Кубке IBU в Арбере, заняв второе место в спринте. Следующую гонку, тоже спринт, он выиграл. По итогам сезона Андерсен стал победителем общего зачёта Кубка IBU, а также выиграл Малый хрустальный глобус в спринте.
В марте 2021 года Андерсен в ранге чемпиона Кубка IBU впервые выступил на этапе Кубка мира в Эстерсунде, где занял 58 место в спринте, но уже в гонке преследования завоевал первые очки (35-е место).

### Сезон 2021/2022
На первом этапе Кубка мира в Эстерсунде Андерсен впервые занял место в десятке лучших по итогам гонки (9-е место в спринте).
17 декабря 2021 Филип Андерсен впервые в карьере поднялся на подиум Кубка мира, в спринте Анси с чистой стрельбой норвежец занял третье место. Андерсен отобрался в сборную Норвегии на Олимпийские Игры в Пекине в качестве резервиста, но так и не провёл ни одной гонки.
На 7-м этапе Кубка мира в Контиолахти Андерсен впервые попал в состав эстафетной команды Норвегии и одержал победу вместе с Сивертом Баккеном, Стурлой Холм Легрейдом и Ветле Шостадом Кристиансеном. Там же Филип во второй раз в карьере поднялся на личный подиум, в этот раз он занял второе место в спринте с чистой стрельбой.

## Семья
Старший брат Филипа, Александер Фьелд Андерсен, также занимается биатлоном и выступает на международном уровне.